# Călin Lucaci
Călin Lucaci (n. 19 iulie 1975, Arad) este un grafician român.

## Biografie și expoziții
Călin Lucaci a absolvit Liceul de Artă „Sabin Drăgoi” din Arad (1990 - 1994), iar în anul 2000 absolvă Facultatea de Arte din cadrul Universității de Vest Timișoara, secția grafică, la clasa profesor Marcel Breilean. Urmează între 2002 - 2004, Cursuri postuniversitare de Master „Management și impresariat în arte vizuale”, Facultatea de Arte din cadrul Universității de Vest Timișoara. Din 2004, doctorand la Universitatea de Vest Timișoara, Facultatea de Filosofie, prof. univ. dr. Ioan Biriș, (Implicații filosofice ale crizei identității din arta contemporană). Deține și un doctorat în Arte Vizuale de la Universitatea de Vest Timișoara, Facultatea de Arte, prof. univ. dr. Constantin Prut, (Ontologia spațiului în arta plastică).
Grupări artistice din care face parte:
Uniunea Artiștilor Plastici din România.
Asociația „Filiala Arad a UAP din România”
Experiență profesională:
2006 Ales membru în consiliul de administrație al Asociației „Filiala Arad a UAP din România” din partea tinerilor artiști.
2005 Din octombrie este lector asociat la Universitatea „Aurel Vlaicu” din Arad, unde predă cursurile de Istoria artei și Artă creștină.
2003 Începe colaborarea cu „Onin – agenție de comunicare” o agenție specializată în promovarea și organizarea evenimentelor culturale.
2001 Din septembrie până în prezent este profesor la Liceul de Artă „Sabin Drăgoi”, Arad, catedra de Arte Plastice și Arhitectură.
2000 – 2001 Lucrează ca și graphic–designer la „Pyjama’s Ad & Consulting” s.r.l.
Realizări profesionale:
2007 Concepție grafică și fotografie pentru albumul grup 21, ISBN 978-973-0-05049-3, un eveniment organizat de Asociația “Filiala din Arad a UAP din România” și finanțat de Primăria Municipiului Arad. 
2005 Redactor coordonator și concepție grafică pentru albumul grup30, ISBN 973-7904-00-8, în cadrul evenimentului Expoziția tinerilor artiști organizat de Asociația „Filiala Arad a UAP din România” și finanțat de Consiliul Municipal Arad și Primăria Arad
2004 Semnează concepția grafică pentru nr. 1 și 2 /2004 al revistei AKADEMOS, ISSN 1584-4420, revistă de studii a Facultății de Științe Umaniste și Sociale din cadrul Universității „Aurel Vlaicu” Arad.
2002 Colaborează cu revista „Teologia”, ISSN-1453-4789, cotată de CNCSIS (Consiliul național al cercetării științifice din învățământul superior), la care realizează, pentru numerele 1, 2, 3-4 /2002; 1, 2, 3-4 /2003; 1, 2, 3, 4 /2004, și 1, 2, 3, 4 /2005 design-ul și fotografia pentru copertă.
2002 Colaborează la editarea primului (unicul) număr, al revistei Notorrius, în calitate de artdirector. O revistă locală tip magazin, la care coordonează și rubrica „art & design”.
2001 „Arad un oraș de caracter” - mapă de prezentare a municipiului Arad care conține: un album de prezentare a orașului, o broșură despre economia municipiului și un CD-rom interactiv. La toate acestea semnează design-ul, precum și cea mai mare parte a fotografiilor.

## Expoziții personale
- 2004 TELESPECTATOR – expoziție personală (instalație foto și proiecție video) și dezbatere publică alături de Octavian Paler, la CafeneauaLiterară „Joy’s”, piața Avram Iancu, Arad. Expoziție realizată cu sprijinul Centrului Cultural al Județului Arad

- 2002 „TV // is not what you think !” – acțiune, text și fotografie digitală, Redacția revistei de cultură „Arca”, Arad Expoziție personală de acuarelă și desen la Galeriile “Turnul de Apă” Arad

- 1994 Expoziție personală de acuarelă și desen la Galeriile “Turnul de Apă” Arad.

## Premii
- Premiul SCIRI 2008, pentru volumul de debut "Spațiul-Imagine. Ontologia spațiului în arta plastică."

- Premiul pentru Design al UAPR – filiala Arad, 2008;

- Premiul special pentru evenimentul anului „Arad Biennial 2007”, 2008;

## Publicistica

### Cărți
- Lucaci, Călin: Spațiul-Imagine. Ontologia spațiului în arta plastică, Editura Provopress, Cluj-Napoca, 2008;

### Studii și comunicări
- Lucaci, Călin: Art as a way of experiencing the liberty, în „Cultural Identities and Modern Discourses”, Editura Universitatea „Aurel Vlaicu” Arad, 2008;
- Lucaci, Călin: Spațiul artei bizantine, în „Teologia icoanei și provocările ei în lumea contemporană”, Editura Universitatea „Aurel Vlaicu” Arad, 2008;
- Lucaci, Călin: Problema spațiului în arta plastică, comunicare științifică în cadrul Zilelor academice ale Universității de Vest Timișoara, mai 2005;
- Lucaci, Călin: Despre agresivitatea publicității, revista „Arca”, nr. 10, 11, 12 /2003, Arad, p. 87 – 94.

### Articole
- Lucaci, Călin: Despre Giotto Doichiță, în Catalogul Giotto Doichiță-Pictură, Arad 2007, p. 2, ISBN 978-973-7738-53-0;
- Lucaci, Călin: Despre Anca Sabău, în Catalogul Anca Sabău-Pictură/Colaj, Arad 2007, p. 24, ISBN 978-973-7738-50-9;
- Lucaci, Călin: Despre Laurian Popa, în Catalogul AradArt 2007. 50 de ani de artă vizuală arădeană, Arad-2007, p. 113, ISBN 978-973-8484-91-7;

## Tabere de creație & simpozioane
- 2005 Bienala internațională de artă contemporană Arad, un eveniment organizat de Centrul Județean Cultural Arad în colaborare cu Asociația „Filiala Arad a UAP din România”, Teatrul de Stat „Ioan Slavici” și Muzeul Județean Arad.
- 2004 Media Factory, International Contemporary Art Symposium (13 – 30 aprilie 2004), Pécs, Ungaria
- 1999 Tabăra de sculptură Techirghiol, jud. Constanța
- 1998 Tabăra de sculptură Căptalani, jud. Alba
- 1997 Festivalul studențesc Castelul, Hunedoara
- 1996 Kalimnos, Grecia (summer-school pe tema: cultură și civilizație europeană)
- 1995 Tabăra de creație Mezogyan, Bekescsaba, Ungaria

## Expoziții de Grup
- 2007 Grup 21, Galeria Delta, Arad
- 2006 Salonul de Iarnă, Galeria Delta, Arad
- 2005 Expoziția tinerilor artiști arădeni, Galeria Națională Delta, Arad
- 2004 Salonul de Iarnă, Galeria Națională Delta, Arad
- 2004 Expoziția tinerilor artiști UAP, Galeria Națională Delta, Arad
- 2001 Festivalul Internațional al Artelor Grafice, Muzeul de Artă Cluj-Napoca
- 2000 Expoziția lucrărilor de Diplomă, Galeria Art, Timișoara
- 1999 Salonul de Iarnă, Galeria Națională Delta, Arad
- 1999 Expoziția Facultății de Artă Timișoara, Galeria Națională Delta, Arad
- 1999 ArtFest, (co-organizator) Ineu, jud. Arad
- 1999 Salonul Internațional bienal de Desen, Galeria Națională Delta, Arad
- 1998 Salonul de Iarnă, Galeria Națională Delta, Arad
- 1998 StudentFest-expoziția de artă, Muzeul Național Cotroceni, București
- 1998 StudentFest, Timișoara
- 1997 Salonul de Iarnă, Galeria Națională Delta, Arad
- 1997 Copacul, Galeria Națională Delta, Arad
- 1997 StudentFest, Timișoara
- 1996 Salonul de Iarnă, Galeria Națională Delta, Arad
- 1996 Apa, galeriile Turnul de Apă, Arad
- 1996 Metamorfoze, Casa Adam Müller Gutenbrun, Timișoara
- 1996 StudentFest, Timișoara
- 1995 In Memoriam 22 Decembrie, Muzeul de Artă Timișoara
- 1995 Salonul de Iarnă, Galeria Națională Delta, Arad
- 1995 Salonul Internațional bienal de Desen, Galeria Națională Delta, Arad

## Lucrări și cronică
|  | "...Este extrem de îmbucurător faptul că tinerii formați în mediul artistic se angajează în problematica teoretică, propunând nu numai o foarte instructivă lectură a fondului patrimonial de gândire în legătură cu arta, dar, […] și un punct de vedere original asupra sensurilor, finalității și destinului artei în lumea contemporană. Teza Ontologia spațiului în arta plastică, realizată de Călin Florin Lucaci, este unul dintre acele demersuri științifice de care mișcarea artistică are atâta nevoie pentru a-și limpezi cărarea de acces spre universul creației […] Mai mult decât oricând, acum, în viața artistică se simte nevoia unor poziții teoretice, și trebuie să spunem foarte răspicat că lucrarea domnului Călin Florin Lucaci este o contribuție la clarificările din acest domeniu. Cercetătorul, un om care are practica creației, își asociază instrumentarul esteticianului și al filozofului pentru a pătrunde în profunzimea fenomenului artistic, pentru a ne familiariza cu o problematică a cărei complexitate este evidentă. Domnul Călin Florin Lucaci a realizat o teză de doctorat care este un semn al responsabilității unui reprezentant al tinerii generații față de problemele cu care se confruntă creația, în general conștiința omului modern. Opțiunea sa pentru o astfel de temă are ca temei dorința de a limpezi dificilele aspecte pe care le-a adus în planul ontologiei perioada modernă și postmodernă a artei, și se cuvine să precizăm că punctul său de vedere, fundamentat științific și riguros intelectual, este o contribuție la dezbaterea privitoare la destinul artei și artistului în această epocă... | — Constantin Ionescu Prut |

"